# 토마스와 친구들 - 극장판
《토마스와 친구들 - 극장판》(영어: Thomas & Friends: The Great Discovery)은 어린이 텔레비전 시리즈 《토마스와 친구들》을 기반으로 한 2008년 영국의 가족 애니메이션 영화다.

## 등장인물
- 김승준
- 피어스 브로스넌